# Lithocarpus cyclophorus
Lithocarpus cyclophorus är en bokväxtart som först beskrevs av Stephan Ladislaus Endlicher, och fick sitt nu gällande namn av Aimée Antoinette Camus. Lithocarpus cyclophorus ingår i släktet Lithocarpus och familjen bokväxter. Inga underarter finns listade.